# جورج هوارد إيرل جونيور
جورج هوارد إيرل جونيور (بالإنجليزية: George Howard Earle, Jr.) هو محامي أمريكي، ولد في 6 يوليو 1856 في فيلادلفيا في الولايات المتحدة، وتوفي بنفس المكان في 19 فبراير 1928.